# Kees van Bruggen
Cornelis Johannes Antonius (Kees) van Bruggen (Den Helder, 14 november 1874 – Amsterdam, 19 november 1960) was een Nederlandse schrijver en journalist. 

## Journalist
Na de middelbare school was Van Bruggen een tijdje werkzaam bij een handelskantoor, maar trad al snel in dienst van dagblad Het Volk, waarvoor hij toneelkritieken en de rubriek Op straat gezien schreef. Met zijn vrouw Carry van Bruggen-de Haan, zus van Jacob Israël de Haan, vertrok hij in 1904 naar Nederlands-Indië waar zij op Noord-Sumatra samen de leiding kregen over de Deli Courant. Terug in Nederland werd hij in 1907 journalist bij het Algemeen Handelsblad met als standplaats Parijs. Zijn journalistieke werk verscheen later in een aantal bundels.

## Schrijver
Kees van Bruggens eerste roman, Het verstoorde mierennest, verscheen in 1916 en was een groot succes. Het boek beleefde tot in de jaren veertig vele herdrukken. Vanaf dat jaar publiceerde hij met regelmaat romans, novellen, gedichten en toneelstukken. Sociale rechtvaardigheid en oprechtheid in een wereld zonder vooroordelen was een terugkerend thema in zijn publicaties. Ter gelegenheid van zijn 80ste verjaardag in 1954 verschenen gebundelde gedichten onder de titel Kruidentuin. Zijn laatste roman en laatste publicatie tijdens zijn leven, Ontbonden garven, verscheen in 1957.
Van Bruggen en Carry de Haan bleven niet getrouwd; zijn eveneens schrijvende ex-vrouw bleef evenwel ook na haar tweede huwelijk publiceren onder de naam Carry van Bruggen.
Kees van Bruggen overleed vijf dagen na zijn 86e verjaardag in november 1960.

## Werken (selectie)
- Het verstoorde mierennest. Amsterdam: Wereldbibliotheek, 1916
- De freule. Amsterdam: Querido, 1921
- Het leven van Joost Welgemoed. Amsterdam: Querido, 1921
- De liefde van Eugenius Berg. Amsterdam: Van Kampen en Zoon, 1926 (onder pseudoniem Rein van Zanten)
- De verlaten man. Bussum: Van Dishoeck, 1928
- De geschiedenis van het huis. Een verhaal van vele avonturen. Bussum: Van Dishoeck, 1929
- De droge koetsjes, of de levensavond buiten. Bussum: Van Dishoeck, 1931
- Fontana Marina. Amsterdam: Wereldbibliotheek, 1949
- Ontbonden garven. Roman van een hedendaags gezin. Amsterdam/Antwerpen: Wereldbibliotheek, 1957

## Over Kees van Bruggen
In tegenstelling tot het oeuvre van Carry van Bruggen is dat van Kees vergeten. Zijn naam en publicaties worden zelden meer vermeld in de naoorlogse overzichten van de Nederlandse literatuur en dan nog vaak mondjesmaat. Uitzonderingen zijn Querido's letterkundige reisgids van Nederland en Oosthoeks Lexicon van de Nederlandse en Vlaamse Literatuur. Marten Buschman publiceerde het essay 'Kees van Bruggen: de man van Carry' in het Bulletin Nederlandse Arbeidersbeweging.
- Digitale Bibliotheek voor de Nederlandse Letteren: brug007
- Gemeinsame Normdatei: 17281913X
- Nederlandse Thesaurus van Auteursnamen: 068584776
- Virtual International Authority File: 237893361
- WorldCat: E39PBJvd9hCWmQbhkpVYJBj6Kd